# توبیاس لیندهولم
توبیاس لیندهولم (دانمارکی: Tobias Lindholm؛ زادهٔ ۵ ژوئیه ۱۹۷۷) یک فیلم‌نامه‌نویس، و کارگردان اهل دانمارک است. او کارگردانی و نویسندگی فیلم یک جنگ را نیز در کارنامه خود جای داده است.